# منوی استارت

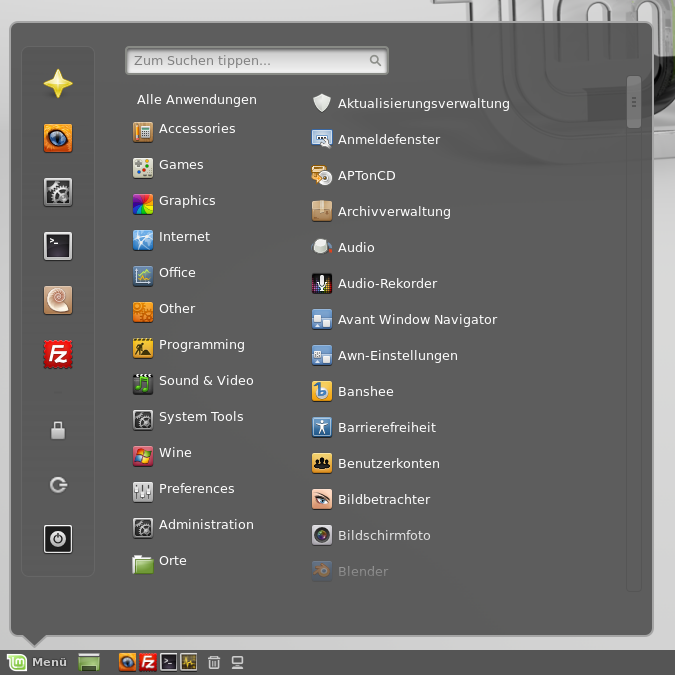
تصویر منوی استارت

منوی استارت (انگلیسی: Start menu)، (منوی شروع)، قسمتی از ویندوز می‌باشد که نقشک آن بر روی نواروظیفه سیستم عامل قرار دارد. با بازکردن منوی استارت برنامه‌ها و نرم‌افزارهای موجود بر روی ویندوز مشاهده می‌شود. با نصب هر برنامه جدید آیکون آن در منوی استارت قرار خواهد گرفت. همچنین از طریق منوی استارت می‌توان اقدام به خاموش کردن، به خواب فرو بردن و شروع مجدد رایانه کرد.
منوی استارت اولین بار در ویندوز ۹۵ رونمایی شد.